# Келли, Джеймс (актёр)
Джеймс Келли (англ. James T. Kelley; 10 июля 1854 — 12 ноября 1933) — американский актёр немого кино ирландского происхождения.

## Биография
Родился 10 июля 1854 года в Каслбаре (Ирландия), эмигрировал в США. Начал сотрудничать с Чарли Чаплином в 1915 году на киностудии Essanay Studios, продолжил работать с ним на Mutual Film и First National Pictures, снялся в целом ряде короткометражных комедий с участием Чаплина в амплуа старого простака.  Позднее он работал на Universal и Hal Roach Studios с Хэлом Роучем и Гарольдом Ллойдом. Умер 12 ноября 1933 года в Нью-Йорке.

## Фильмография
- 1915 — Вечер в мюзик-холле — тромбонист / Дэш, маленький певец
- 1916 — Полиция — пьяница с часами / посетитель ночлежки
- 1916 — Контролёр универмага — бородатый лифтёр
- 1916 — Пожарный — пожарный
- 1916 — Скиталец — тубист в баре / старый цыган
- 1916 — Граф — дворецкий
- 1916 — Лавка ростовщика — пьяный прохожий
- 1916 — За экраном — оператор / рабочий сцены
- 1916 — Скетинг-ринг — отец
- 1917 — Тихая улица — полицейский / старейшина
- 1917 — Лечение — бородатый посыльный
- 1917 — Иммигрант — старик в ресторане / корабельный офицер
- 1918 — Собачья жизнь — ограбленный прохожий / человек с хот-догами
- 1918 — Тройная неприятность — поющий пьяница
- 1921 — Высший свет — отец
- 1923 — Безопасность прениже всего! — водитель грузовика доставки